# Castillo Iulia Hașdeu

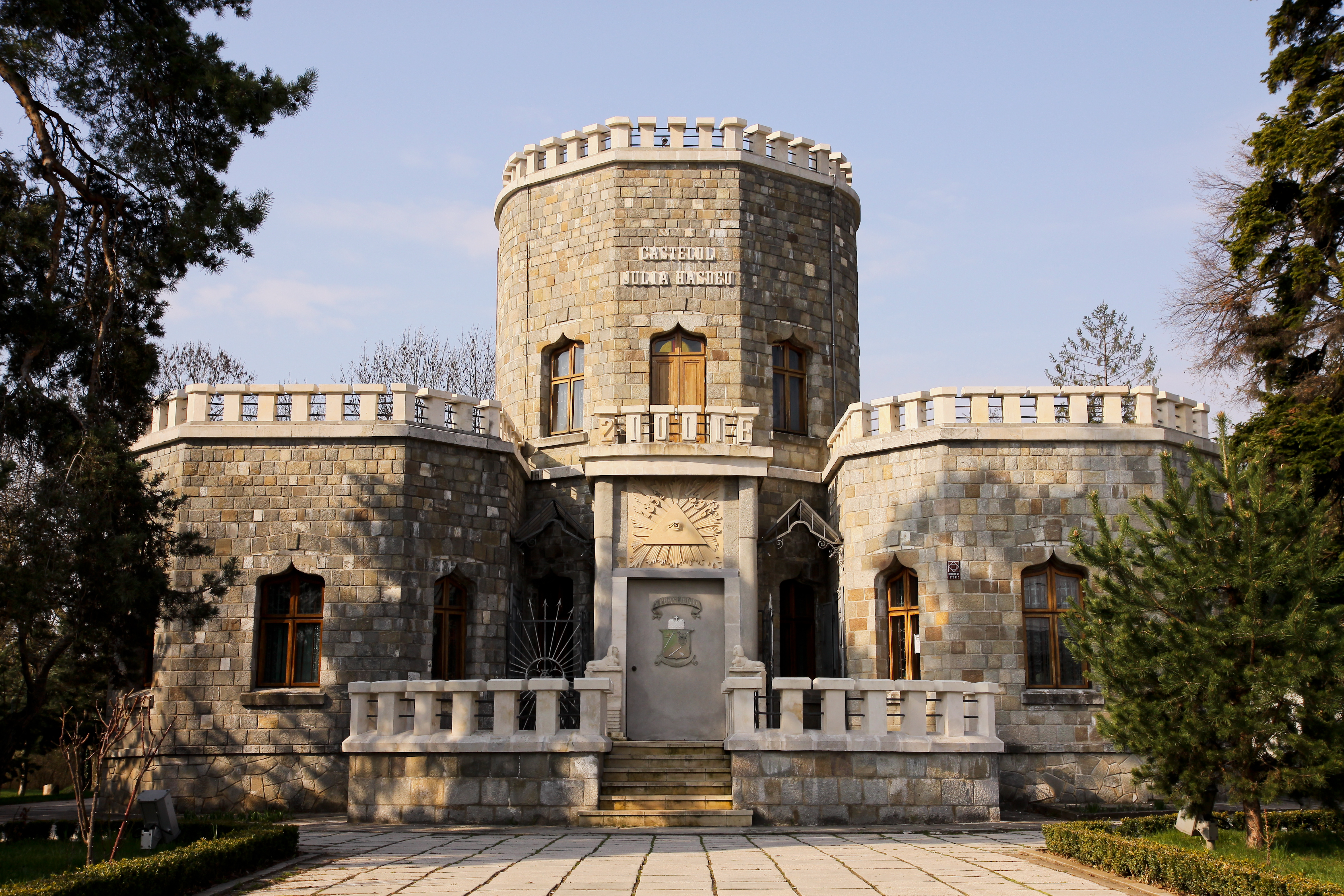
Castillo Iulia Hașdeu

El castillo Iulia Hașdeu se encuentra en la ciudad de Câmpina, Muntenia, Rumania. Es un edificio en estilo folly, una de dos construcciones (el otro siendo la tumba de Iulia Hasdeu) que están realizadas según la indicaciones de un espíritu. Desde 1965 el castillo funciona como museo: Museo BP Hașdeu.

## Iulia Hașdeu
La vida de Iulia Hașdeu fue extraordinaria desde los primeros años. A los dos años y medio de edad ya hablaba un poco de francés y alemán además de su idioma natal - el rumano. A los cuatro años de edad ya podía leer y escribir. A los 8 años acabó la escuela primaria y a los 11 el liceo. Un año después fue con su madre a la Universidad de la Sorbona en Paris. Su padre, Bogdan Petriceicu Hașdeu, fue un escritor rumano que se comunicaba con su hija a través de cartas y hacía grandes esfuerzos para sostener a su hija en sus estudios en Francia. A los pocos años Iulia ya estaba terminando la universidad, habiendo elegido el tema de su doctorado - Filosofía popular en nuestro país.
A principios del año 1888 la salud de Iulia se vio afectada por los primeros síntomas de la tuberculosis. Su padre, triste y desesperado, llevó a su hija por Francia, Italia y Suiza para intentar encontrar una cura. En el verano de 1888 después de todos los intentos que no dieron ningún resultado satisfactorio, B. P. Hașdeu llevó a su hija a Bucarest donde visitaron a todos los médicos especialistas, pero sin ninguna noticia esperanzadora. En búsqueda de aire y sol para aliviar la enfermedad, Iulia fue llevada al monasterio Agapia donde el 29 de septiembre de 1888 murió a los 19 años de edad.

## Construcción del castillo
Después de la pérdida de su hija, BP Hașdeu dedicó toda su actividad al espiritismo, con la intención de ponerse en contacto con su hija . Entre los años 1893 y 1896, a través de las sesiones del espiritismo, BP  Hașdeu recibió los planes de construcción del castillo y ayudado del arquitecto T.Dobricescu empezó la obra para construir un castillo pensado como un templo dedicado a su hija. La obra fue conducida por el ingeniero N. Angelescu. Después de acabar el castillo BP Hașdeu dejó de vivir en Bucarest para vivir en el castillo, para estar cerca del espíritu de su hija.

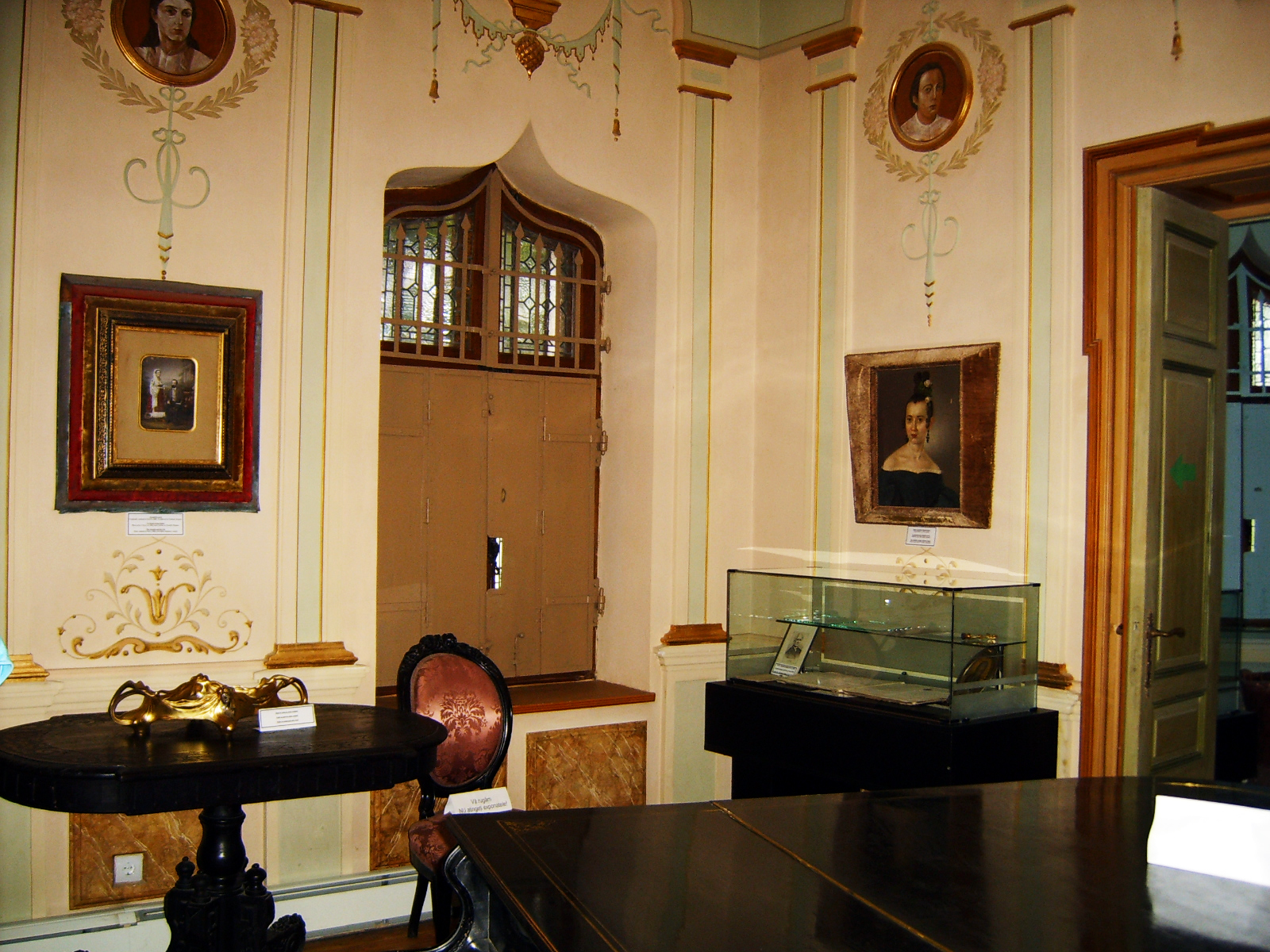
Vista interior

## El interior
- Sala 1- El salón de la señora Iulia Hașdeu -esposa del escritor y la madre de Iulia- donde se encuentra el busto de la misma.
- Sala 2- Sala de estar con los retratos de los miembros de la familia pintados en medallones en las paredes de la habitación.
- Sala 3- El templo, la torre más alta. En el centro de la sala subiendo unas escaleras de metal se encuentra la estatua de Jesús tallada en madera por el escultor francés Raphael Casciani. Desde esta sala se pueden observas las habitaciones: la verde, la azul y la roja colores dados por las vidrieras coloreadas.
- Sala 4- El escritorio de BP Hașdeu, con las fotos de su hija y de su esposa.
- Sala 5- La habitación dedicada a Iulia Hașdeu: Aquí se encuentra la muñeca de Iulia, su cuadro de matemáticas, el busto de Iulia realizado por Ioan Georgescu en mármol de Carrara.
- Sala 6- Habitación oscura. Aquí tenían lugar las sesiones de espiritismo; aquí se encuentra una paloma de piedra, un candelabro, un telescopio astronómico y una estatua de Jesús.